# Canna di palude (araldica)
In araldica la canna di palude è simbolo di costanza, perché capace di resistere alla violenza dei venti pur piegandosi, di letteratura, perché usata dagli egiziani per scrivere, di misura, perché usata nell'antichità come unità di misura. Compare anche come arma parlante e nell'araldica civica, talora in fasci.

D'azzurro, alla campagna ondata d'argento, da cui nascono tre canne di palude dello stesso (stemma di Ruokolahti, Finlandia)
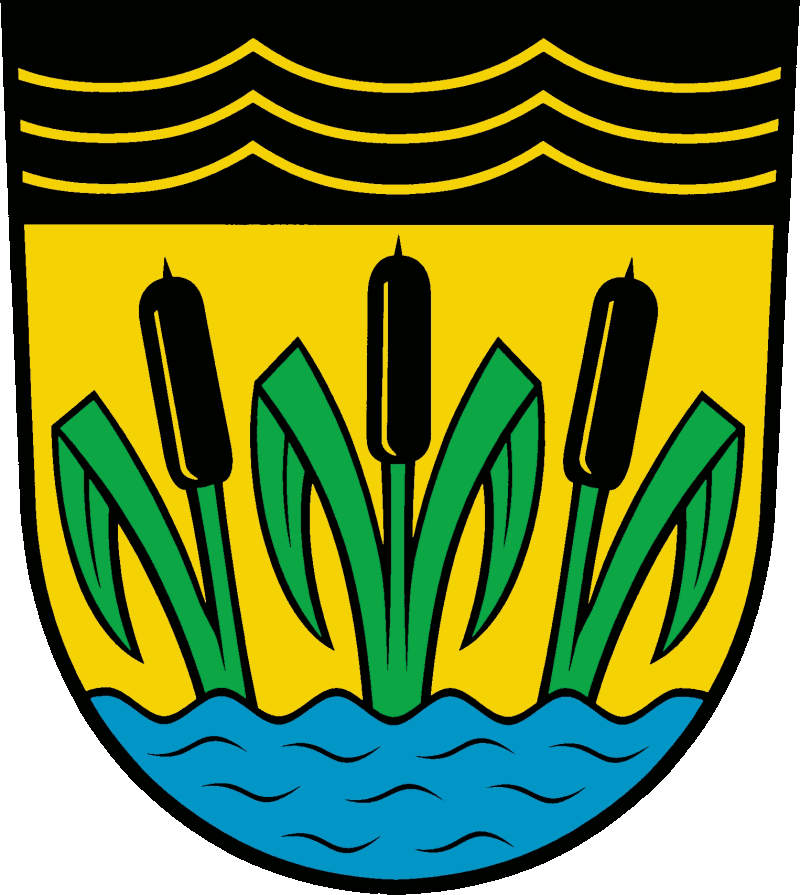
(Teichland, Germania)
(Merenschwand, Svizzera)
(Schemmerhofen, Germania)
(Rohr, Svizzera)

## Traduzioni
- Francese: roseau
- Inglese: common reed
- Tedesco: Ried, Schilf
- Spagnolo: caña
- Olandese: riet